# 손보영
손보영(1982년 12월 10일 ~ )은 대한민국의 레이싱모델이다.

## 학력
- 염광고등학교

## 경력
- 2005년 클릭 스피드 레이싱모델
- 2005년 금호타이어 소속 레이싱걸
- 2006년 코리아GT1 레이싱모델
- 2006년 타임트라이얼레이스 레이싱모델
- 2008년 CJ SUPERACE 레이싱모델
- 2021년 레전드 레이싱모델

## 수상
- 2007년 아시아모델 시상식 레이싱모델상